# Чечот Олександр Модестович
Олександр Модестович Чечот (1863 — ?), правник, архівознавець, співробітник Київського центрального архіву давніх актів, у 1920-их роках член Комісії для вивчення українського звичаєвого права. Заарештований 1934, помер в ув'язненні.

## Праці
- Практическое руководство для членов окружных судов по ведению судебных заседаний по уголовным делам, составлению приговоров и определений и по разным вопросам, наиболее часто встречающимся в судебной практике / Сост. и изд. чл. Киев. окр. суда А.М. Чечот. - Киев, 1909 (Радомысль). - 318, [2], VII с.; 26.